# آبشار ویندو (هانگینگ راک)
آبشار ویندو (هانگینگ راک) (به انگلیسی: Window Falls (Hanging Rock))  آبشاری است که در کارولینای شمالی واقع شده و ارتفاع کلی ریزشگاه آن ۲۷ فوت (۸٫۲ متر) است.